# 皮耶·德·古柏坦體育場 (巴黎)
皮耶·德·古柏坦體育館（法語：Pierre de Coubertin Stadium），是一座位於法國巴黎的室內體育館。它為巴黎-勒瓦盧瓦籃球隊的主場，蘇伊士環能集團公開賽的舉辦場地。
皮耶·德·古柏坦體育館是法國為了在1937年舉辦的世界博覽會而啟用。
48°50′07″N 2°15′22″E / 48.83528°N 2.25611°E
| 前任： 東京體育館 東京 | 大師盃 比賽場館 1971 | 繼任： Palau Blaugrana Barcelona |